# W型8気筒
W型8気筒（ダブリュがたはちきとう）はピストン式内燃機関（レシプロエンジン）のシリンダー配列形式の一つで、W8と略されることもある。
2024年現在、市販車への採用例はフォルクスワーゲン・パサート（B5.5）が唯一である。本項ではこのフォルクスワーゲン（VW）が開発したW型8気筒について解説する。

## 概要
VWが得意とするバンク角15度の狭角V型エンジン「VR6」をベースに、V型6気筒から2気筒を落としたV型4気筒を72度の角度で2基配置することでW型8気筒を実現している。
W型8気筒の最大の特徴は、高い出力・トルク性能を持ちながらも非常にコンパクトで、V型6気筒サイズのエンジンルームにも搭載が可能ということである。また、VR6と共通の部品やコンポーネントを利用できるというメリットも存在した。
W型8気筒の開発は、フォルクスワーゲンの総帥であったフェルディナント・ピエヒ博士のリーダーシップによって推進され、2001年から2005年までパサート（B5.5）の最上級モデルに搭載された。
スペックは排気量4.0 L、最高出力202 kW (275 PS)/6,000 rpm、最大トルク370 N m (37.7 kg·m) /2,750 rpmである。各シリンダーバンクのインテークマニホールドは共鳴効果を利用して吸気効率を高めた2ステージ可変長インテークマニホールドが採用され、エンジンの固有振動を打ち消すために2本のバランサスシャフトを有するSOHCシリンダーヘッドが組み合わされた。
W型8気筒の製造工程は複雑で、なおかつ同エンジンを搭載したパサートは最上級のフェートンに次ぐクラスのモデルであったため、年間生産台数は1万台程度に留まった。
2005年、パサートはフルモデルチェンジを行いB6に移行するが、W型8気筒搭載モデルは設定されなかった。